# Bagnisiella australis
Bagnisiella australis är en svampart som beskrevs av Speg. 1880. Bagnisiella australis ingår i släktet Bagnisiella och familjen Dothioraceae.   Inga underarter finns listade i Catalogue of Life.